# Gabriel Achilier
Gabriel Eduardo Achilier Zurita (n. Machala, Ecuador; 24 de marzo de 1985) es un futbolista ecuatoriano. Juega como defensa central y su equipo actual es Orense Sporting Club de la Serie A de Ecuador.

## Trayectoria

### Inicios
Gabriel Achilier es hijo y sobrino de exfutbolistas ecuatorianos. Desde niño comenzó a jugar en su tierra natal, Machala, en campeonatos escolares y barriales. Luego participó en campeonatos de Segunda Categoría con el Oro Fútbol Club en el 2002.

### Deportivo Cuenca
En el 2003 pasó al Deportivo Cuenca, club con el que jugó en las categorías menores. 

### LDU de Loja
En el 2004 tuvo la oportunidad de debutar en la Serie B con la LDU de Loja y ese mismo año ascendió a Primera División.

### Deportivo Azogues
En el 2007 y 2008 jugó para el Club Deportivo Azogues. En este período fue convocado por la selección nacional de mayores en varias ocasiones, a pesar de nunca haber ganado un campeonato.

### Club Sport Emelec

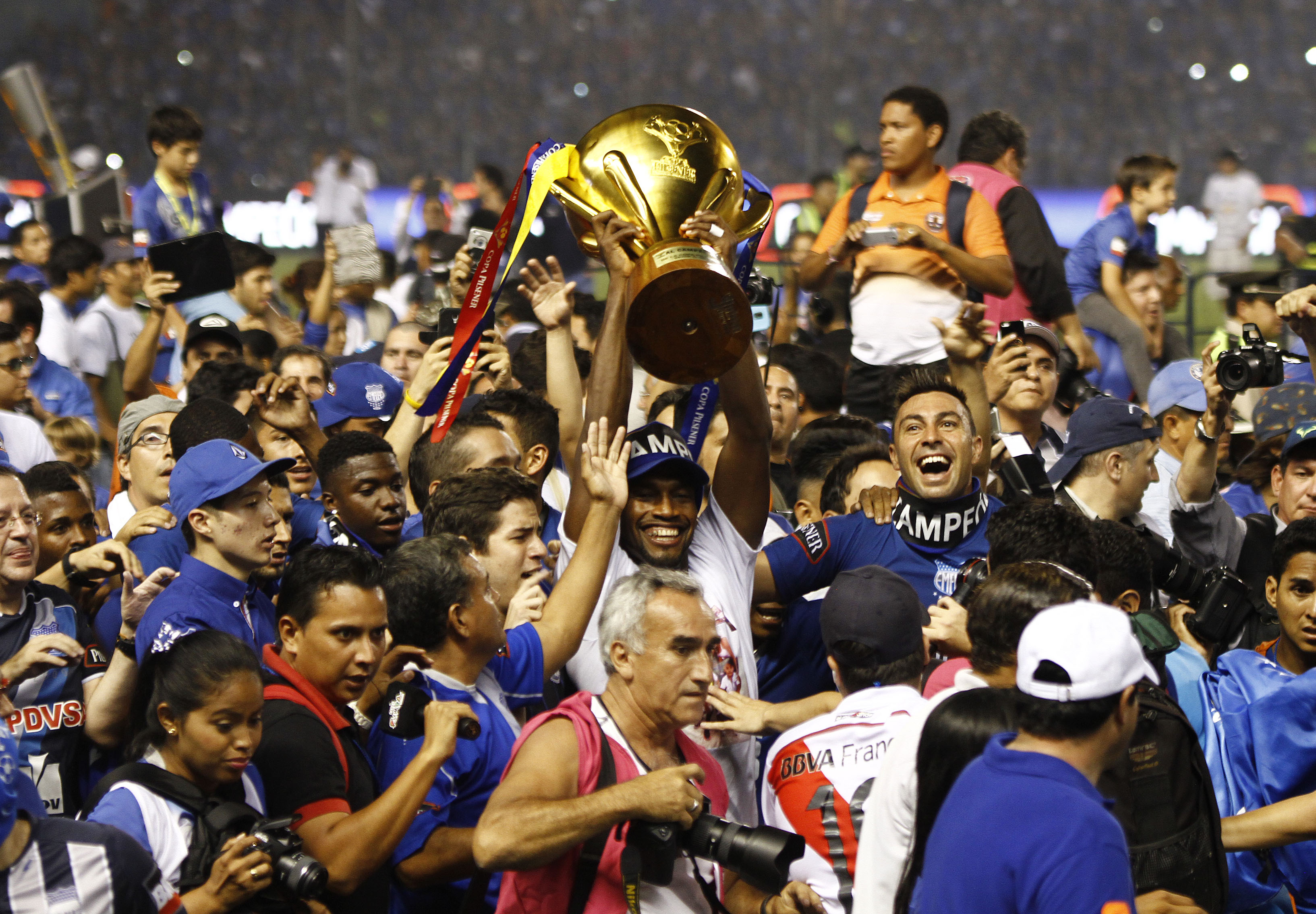
Gabriel Achilier, levantando el trofeo del campeonato ecuatoriano 2014.

En el 2009 pasó a Emelec, club que el año siguiente adquirió sus derechos deportivos, y donde ha sido subcampeón de Ecuador en las temporadas 2010, 2011, 2012 y 2016; y tricampeón nacional en las temporadas 2013, 2014 y 2015.

## Selección nacional

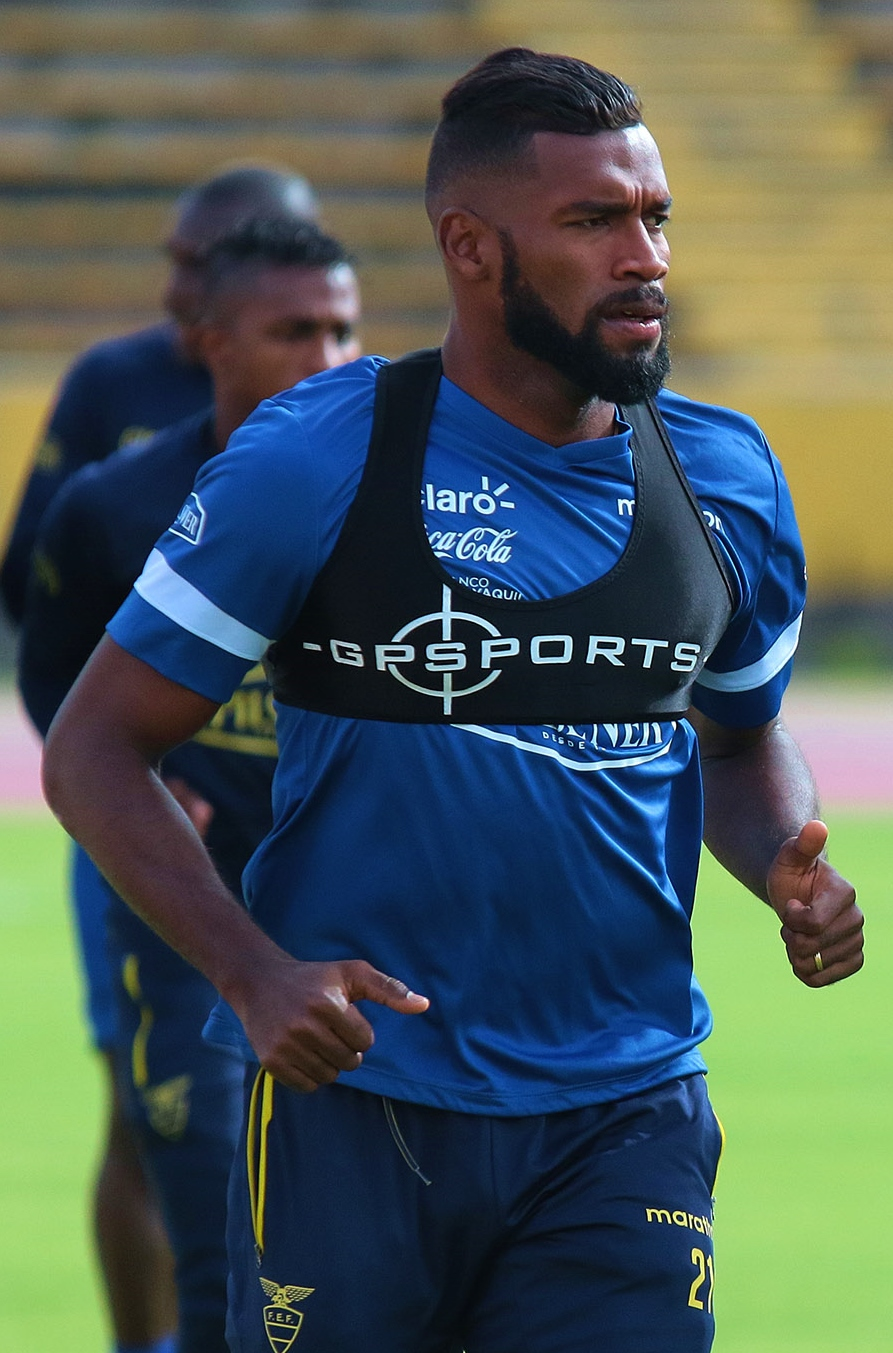
Achilier durante un entrenamiento con la selección ecuatoriana.

Fue seleccionado de Ecuador Sub-20 para el Campeonato Sudamericano Sub-20 jugado en Colombia en el 2005. Con la selección mayor debutó el 26 de marzo de 2008 en un partido amistoso jugado en Latacunga contra Haití.
El 13 de mayo de 2014 el técnico de la selección ecuatoriana, Reinaldo Rueda, incluyó a Achilier en la lista preliminar de 30 jugadores que representarán a Ecuador en la Copa Mundial de Fútbol de 2014. Fue confirmado en la nómina definitiva de 23 jugadores el 2 de junio.
Fue titular en la tricolor en las eliminatorias 2018 disputando un total de 12 partidos, y marcando 1 gol, siendo una de las figuras del proceso de Gustavo Quinteros en la Copa América 2015 y la Copa América Centenario, después de la eliminación en las eliminatorias 2018, participó en los amistosos jugados en el 2018 y 2019 al mando del Bolillo Gómez, su última torneo disputado en la tricolor fue en la Copa América 2019, posteriormente debió a bajo rendimiento no fue tomado en cuenta para los últimos amistosos al mando de Jorge Celico, tampoco fue convocado ni tomado en cuenta por Gustavo Alfaro en las eliminatorias Catar 2022.
Su último partido en la tricolor fue en la Copa América 2019 con la selección de Chile, donde sería expulsado con tarjeta roja por agresión a Arturo Vidal.

### Participaciones en eliminatorias
| Eliminatorias      | Sede            | Resultado    | Partidos | Goles |
| ------------------ | --------------- | ------------ | -------- | ----- |
| Eliminatorias 2014 | América del Sur | Clasificado  | 7        | 0     |
| Eliminatorias 2018 | América del Sur | No clasificó | 12       | 1     |

### Participaciones en Copas Mundiales
| Mundial                        | Sede   | Resultado      | Partidos | Goles |
| ------------------------------ | ------ | -------------- | -------- | ----- |
| Copa Mundial de Fútbol de 2014 | Brasil | Fase de grupos | 2        | 0     |

### Participaciones en Copas América
| Copa              | Sede           | Resultado        | Partidos | Goles |
| ----------------- | -------------- | ---------------- | -------- | ----- |
| Copa América 2011 | Argentina      | Primera ronda    | 1        | 0     |
| Copa América 2015 | Chile          | Primera ronda    | 3        | 0     |
| Copa América 2016 | Estados Unidos | Cuartos de final | 2        | 0     |
| Copa América 2019 | Brasil         | Primera ronda    | 2        | 0     |

### Partidos internacionales
Actualizado al último partido disputado el 21 de junio de 2019.
| \| N.° \| Fecha \| Ciudad \| Rival \| Resultado \| Resultado \| Competencia \| \| --- \| ------------------------ \| --------------- \| -------------- \| --------- \| --------- \| ------------------------------------ \| \| 1. \| 26 de marzo de 2008 \| Latacunga \| Haití \| 3-1 \| Victoria \| Amistoso \| \| 2. \| 13 de julio de 2011 \| Córdoba \| Brasil \| 2-4 \| Derrota \| Copa América 2011 \| \| 3. \| 10 de agosto de 2011 \| San José \| Costa Rica \| 2-0 \| Victoria \| Amistoso \| \| 4. \| 2 de septiembre de 2011 \| Quito \| Jamaica \| 5-2 \| Victoria \| Amistoso \| \| 5. \| 6 de septiembre de 2011 \| Quito \| Costa Rica \| 4-0 \| Victoria \| Amistoso \| \| 6. \| 11 de octubre de 2011 \| Harrison \| Estados Unidos \| 1-0 \| Victoria \| Amistoso \| \| 7. \| 11 de noviembre de 2011 \| Asunción \| Paraguay \| 1-2 \| Derrota \| Eliminatorias al Mundial Brasil 2014 \| \| 8. \| 29 de febrero de 2012 \| Guayaquil \| Honduras \| 2-0 \| Victoria \| Amistoso \| \| 9. \| 2 de junio de 2012 \| Buenos Aires \| Argentina \| 0-4 \| Derrota \| Eliminatorias al Mundial Brasil 2014 \| \| 10. \| 15 de agosto de 2012 \| Nueva York \| Chile \| 3-0 \| Victoria \| Amistoso \| \| 11. \| 11 de septiembre de 2012 \| Montevideo \| Uruguay \| 1-1 \| Empate \| Eliminatorias al Mundial Brasil 2014 \| \| 12. \| 12 de octubre de 2012 \| Quito \| Chile \| 3-1 \| Victoria \| Eliminatorias al Mundial Brasil 2014 \| \| 13. \| 16 de octubre de 2012 \| Puerto la Cruz \| Venezuela \| 1-1 \| Empate \| Eliminatorias al Mundial Brasil 2014 \| \| 14. \| 6 de febrero de 2013 \| Guimarães \| Portugal \| 3-2 \| Victoria \| Amistoso \| \| 15. \| 21 de marzo de 2013 \| Quito \| El Salvador \| 5-0 \| Victoria \| Amistoso \| \| 16. \| 26 de marzo de 2013 \| Quito \| Paraguay \| 4-1 \| Victoria \| Eliminatorias al Mundial Brasil 2014 \| \| 17. \| 29 de mayo de 2013 \| Palm Beach \| Alemania \| 2-4 \| Derrota \| Amistoso \| \| 18. \| 14 de agosto de 2013 \| Guayaquil \| España \| 0-2 \| Derrota \| Amistoso \| \| 19. \| 6 de septiembre de 2013 \| Barranquilla \| Colombia \| 0-1 \| Derrota \| Eliminatorias al Mundial Brasil 2014 \| \| 20. \| 5 de marzo de 2014 \| Londres \| Australia \| 4-3 \| Victoria \| Amistoso \| \| 21. \| 17 de mayo de 2014 \| Ámsterdam \| Países Bajos \| 1-1 \| Empate \| Amistoso \| \| 22. \| 31 de mayo de 2014 \| Arlington \| México \| 1-3 \| Derrota \| Amistoso \| \| 23. \| 4 de junio de 2014 \| Miami \| Inglaterra \| 2-2 \| Empate \| Amistoso \| \| 24. \| 20 de junio de 2014 \| Curitiba \| Honduras \| 2-1 \| Victoria \| Mundial Brasil 2014 \| \| 25. \| 25 de junio de 2014 \| Río de Janeiro \| Francia \| 0-0 \| Empate \| Mundial Brasil 2014 \| \| 26. \| 31 de marzo de 2015 \| East Rutherford \| Argentina \| 1-2 \| Derrota \| Amistoso \| \| 27. \| 6 de junio de 2015 \| Portoviejo \| Panamá \| 4-0 \| Victoria \| Amistoso \| \| 28. \| 11 de junio de 2015 \| Santiago \| Chile \| 0-2 \| Derrota \| Copa América 2015 \| \| 29. \| 15 de junio de 2015 \| Valparaíso \| Bolivia \| 2-3 \| Derrota \| Copa América 2015 \| \| 30. \| 19 de junio de 2015 \| Rancagua \| México \| 2-1 \| Victoria \| Copa América 2015 \| \| 31. \| 8 de septiembre de 2015 \| Quito \| Honduras \| 2-0 \| Victoria \| Amistoso \| \| 32. \| 8 de octubre de 2015 \| Buenos Aires \| Argentina \| 2-0 \| Victoria \| Eliminatorias al Mundial Rusia 2018 \| \| 33. \| 13 de octubre de 2015 \| Quito \| Bolivia \| 2-0 \| Victoria \| Eliminatorias al Mundial Rusia 2018 \| \| 34. \| 12 de noviembre de 2015 \| Quito \| Uruguay \| 2-1 \| Victoria \| Eliminatorias al Mundial Rusia 2018 \| \| 35. \| 24 de marzo de 2016 \| Quito \| Paraguay \| 2-2 \| Empate \| Eliminatorias al Mundial Rusia 2018 \| \| 36. \| 29 de marzo de 2016 \| Barranquilla \| Colombia \| 1-3 \| Derrota \| Eliminatorias al Mundial Rusia 2018 \| \| 37. \| 25 de mayo de 2016 \| Frisco \| Estados Unidos \| 0-1 \| Derrota \| Amistoso \| \| 38. \| 4 de junio de 2016 \| Pasadena \| Brasil \| 0-0 \| Empate \| Copa América 2016 \| \| 39. \| 8 de junio de 2016 \| Glendale \| Perú \| 2-2 \| Empate \| Copa América 2016 \| \| 40. \| 1 de septiembre de 2016 \| Quito \| Brasil \| 0-3 \| Derrota \| Eliminatorias al Mundial Rusia 2018 \| \| 41. \| 6 de septiembre de 2016 \| Lima \| Perú \| 1-2 \| Derrota \| Eliminatorias al Mundial Rusia 2018 \| \| 42. \| 11 de octubre de 2016 \| La Paz \| Bolivia \| 2-2 \| Empate \| Eliminatorias al Mundial Rusia 2018 \| \| 43. \| 10 de noviembre de 2016 \| Montevideo \| Uruguay \| 1-2 \| Derrota \| Eliminatorias al Mundial Rusia 2018 \| \| 44. \| 28 de marzo de 2017 \| Quito \| Colombia \| 0-2 \| Derrota \| Eliminatorias al Mundial Rusia 2018 \| \| 45. \| 8 de junio de 2017 \| Palm Beach \| Venezuela \| 1-1 \| Empate \| Amistoso \| \| 46. \| 13 de junio de 2017 \| Harrison \| El Salvador \| 3-0 \| Victoria \| Amistoso \| \| 47. \| 31 de agosto de 2017 \| Porto Alegre \| Brasil \| 0-2 \| Derrota \| Eliminatorias al Mundial Rusia 2018 \| \| 48. \| 5 de septiembre de 2017 \| Quito \| Perú \| 1-2 \| Derrota \| Eliminatorias al Mundial Rusia 2018 \| \| 49. \| 15 de noviembre de 2018 \| Lima \| Perú \| 2-0 \| Victoria \| Amistoso \| \| 50. \| 21 de marzo de 2019 \| Orlando \| Estados Unidos \| 0-1 \| Derrota \| Amistoso \| \| 51. \| 26 de marzo de 2019 \| Harrison \| Honduras \| 0-0 \| Empate \| Amistoso \| \| 52. \| 1 de junio de 2019 \| Miami \| Venezuela \| 1-1 \| Empate \| Amistoso \| \| 53. \| 15 de junio de 2019 \| Belo Horizonte \| Uruguay \| 0-4 \| Derrota \| Copa América 2019 \| \| 54. \| 21 de junio de 2019 \| Salvador \| Chile \| 1-2 \| Derrota \| Copa América 2019 \| |                          |                 |                |           |           |                                      |
| N.° | Fecha                    | Ciudad          | Rival          | Resultado | Resultado | Competencia                          |
| 1. | 26 de marzo de 2008      | Latacunga       | Haití          | 3-1       | Victoria  | Amistoso                             |
| 2. | 13 de julio de 2011      | Córdoba         | Brasil         | 2-4       | Derrota   | Copa América 2011                    |
| 3. | 10 de agosto de 2011     | San José        | Costa Rica     | 2-0       | Victoria  | Amistoso                             |
| 4. | 2 de septiembre de 2011  | Quito           | Jamaica        | 5-2       | Victoria  | Amistoso                             |
| 5. | 6 de septiembre de 2011  | Quito           | Costa Rica     | 4-0       | Victoria  | Amistoso                             |
| 6. | 11 de octubre de 2011    | Harrison        | Estados Unidos | 1-0       | Victoria  | Amistoso                             |
| 7. | 11 de noviembre de 2011  | Asunción        | Paraguay       | 1-2       | Derrota   | Eliminatorias al Mundial Brasil 2014 |
| 8. | 29 de febrero de 2012    | Guayaquil       | Honduras       | 2-0       | Victoria  | Amistoso                             |
| 9. | 2 de junio de 2012       | Buenos Aires    | Argentina      | 0-4       | Derrota   | Eliminatorias al Mundial Brasil 2014 |
| 10. | 15 de agosto de 2012     | Nueva York      | Chile          | 3-0       | Victoria  | Amistoso                             |
| 11. | 11 de septiembre de 2012 | Montevideo      | Uruguay        | 1-1       | Empate    | Eliminatorias al Mundial Brasil 2014 |
| 12. | 12 de octubre de 2012    | Quito           | Chile          | 3-1       | Victoria  | Eliminatorias al Mundial Brasil 2014 |
| 13. | 16 de octubre de 2012    | Puerto la Cruz  | Venezuela      | 1-1       | Empate    | Eliminatorias al Mundial Brasil 2014 |
| 14. | 6 de febrero de 2013     | Guimarães       | Portugal       | 3-2       | Victoria  | Amistoso                             |
| 15. | 21 de marzo de 2013      | Quito           | El Salvador    | 5-0       | Victoria  | Amistoso                             |
| 16. | 26 de marzo de 2013      | Quito           | Paraguay       | 4-1       | Victoria  | Eliminatorias al Mundial Brasil 2014 |
| 17. | 29 de mayo de 2013       | Palm Beach      | Alemania       | 2-4       | Derrota   | Amistoso                             |
| 18. | 14 de agosto de 2013     | Guayaquil       | España         | 0-2       | Derrota   | Amistoso                             |
| 19. | 6 de septiembre de 2013  | Barranquilla    | Colombia       | 0-1       | Derrota   | Eliminatorias al Mundial Brasil 2014 |
| 20. | 5 de marzo de 2014       | Londres         | Australia      | 4-3       | Victoria  | Amistoso                             |
| 21. | 17 de mayo de 2014       | Ámsterdam       | Países Bajos   | 1-1       | Empate    | Amistoso                             |
| 22. | 31 de mayo de 2014       | Arlington       | México         | 1-3       | Derrota   | Amistoso                             |
| 23. | 4 de junio de 2014       | Miami           | Inglaterra     | 2-2       | Empate    | Amistoso                             |
| 24. | 20 de junio de 2014      | Curitiba        | Honduras       | 2-1       | Victoria  | Mundial Brasil 2014                  |
| 25. | 25 de junio de 2014      | Río de Janeiro  | Francia        | 0-0       | Empate    | Mundial Brasil 2014                  |
| 26. | 31 de marzo de 2015      | East Rutherford | Argentina      | 1-2       | Derrota   | Amistoso                             |
| 27. | 6 de junio de 2015       | Portoviejo      | Panamá         | 4-0       | Victoria  | Amistoso                             |
| 28. | 11 de junio de 2015      | Santiago        | Chile          | 0-2       | Derrota   | Copa América 2015                    |
| 29. | 15 de junio de 2015      | Valparaíso      | Bolivia        | 2-3       | Derrota   | Copa América 2015                    |
| 30. | 19 de junio de 2015      | Rancagua        | México         | 2-1       | Victoria  | Copa América 2015                    |
| 31. | 8 de septiembre de 2015  | Quito           | Honduras       | 2-0       | Victoria  | Amistoso                             |
| 32. | 8 de octubre de 2015     | Buenos Aires    | Argentina      | 2-0       | Victoria  | Eliminatorias al Mundial Rusia 2018  |
| 33. | 13 de octubre de 2015    | Quito           | Bolivia        | 2-0       | Victoria  | Eliminatorias al Mundial Rusia 2018  |
| 34. | 12 de noviembre de 2015  | Quito           | Uruguay        | 2-1       | Victoria  | Eliminatorias al Mundial Rusia 2018  |
| 35. | 24 de marzo de 2016      | Quito           | Paraguay       | 2-2       | Empate    | Eliminatorias al Mundial Rusia 2018  |
| 36. | 29 de marzo de 2016      | Barranquilla    | Colombia       | 1-3       | Derrota   | Eliminatorias al Mundial Rusia 2018  |
| 37. | 25 de mayo de 2016       | Frisco          | Estados Unidos | 0-1       | Derrota   | Amistoso                             |
| 38. | 4 de junio de 2016       | Pasadena        | Brasil         | 0-0       | Empate    | Copa América 2016                    |
| 39. | 8 de junio de 2016       | Glendale        | Perú           | 2-2       | Empate    | Copa América 2016                    |
| 40. | 1 de septiembre de 2016  | Quito           | Brasil         | 0-3       | Derrota   | Eliminatorias al Mundial Rusia 2018  |
| 41. | 6 de septiembre de 2016  | Lima            | Perú           | 1-2       | Derrota   | Eliminatorias al Mundial Rusia 2018  |
| 42. | 11 de octubre de 2016    | La Paz          | Bolivia        | 2-2       | Empate    | Eliminatorias al Mundial Rusia 2018  |
| 43. | 10 de noviembre de 2016  | Montevideo      | Uruguay        | 1-2       | Derrota   | Eliminatorias al Mundial Rusia 2018  |
| 44. | 28 de marzo de 2017      | Quito           | Colombia       | 0-2       | Derrota   | Eliminatorias al Mundial Rusia 2018  |
| 45. | 8 de junio de 2017       | Palm Beach      | Venezuela      | 1-1       | Empate    | Amistoso                             |
| 46. | 13 de junio de 2017      | Harrison        | El Salvador    | 3-0       | Victoria  | Amistoso                             |
| 47. | 31 de agosto de 2017     | Porto Alegre    | Brasil         | 0-2       | Derrota   | Eliminatorias al Mundial Rusia 2018  |
| 48. | 5 de septiembre de 2017  | Quito           | Perú           | 1-2       | Derrota   | Eliminatorias al Mundial Rusia 2018  |
| 49. | 15 de noviembre de 2018  | Lima            | Perú           | 2-0       | Victoria  | Amistoso                             |
| 50. | 21 de marzo de 2019      | Orlando         | Estados Unidos | 0-1       | Derrota   | Amistoso                             |
| 51. | 26 de marzo de 2019      | Harrison        | Honduras       | 0-0       | Empate    | Amistoso                             |
| 52. | 1 de junio de 2019       | Miami           | Venezuela      | 1-1       | Empate    | Amistoso                             |
| 53. | 15 de junio de 2019      | Belo Horizonte  | Uruguay        | 0-4       | Derrota   | Copa América 2019                    |
| 54. | 21 de junio de 2019      | Salvador        | Chile          | 1-2       | Derrota   | Copa América 2019                    |

### Goles internacionales
| \| N.° \| Fecha \| Lugar \| Rival \| Gol \| Resultado \| Resultado \| Competición \| \| --- \| ----------------------- \| ------------------------------------ \| ----- \| --- \| --------- \| --------- \| ------------------ \| \| 1. \| 6 de septiembre de 2016 \| Estadio Nacional de Lima, Lima, Perú \| Perú \| 1–1 \| 1–2 \| Derrota \| Eliminatorias 2018 \| |                         |                                      |       |     |           |           |                    |
| N.° | Fecha                   | Lugar                                | Rival | Gol | Resultado | Resultado | Competición        |
| 1. | 6 de septiembre de 2016 | Estadio Nacional de Lima, Lima, Perú | Perú  | 1–1 | 1–2       | Derrota   | Eliminatorias 2018 |

## Estadísticas

### Clubes
Actualizado al último partido disputado el 13 de julio de 2025.
| Club                        | Temporada     | Liga  | Liga  | Copas nacionales | Copas nacionales | Copas internacionales | Copas internacionales | Total | Total |
| Club                        | Temporada     | Part. | Goles | Part.            | Goles            | Part.                 | Goles                 | Part. | Goles |
| --------------------------- | ------------- | ----- | ----- | ---------------- | ---------------- | --------------------- | --------------------- | ----- | ----- |
| Oro F. C. · Ecuador         | 2000          | 2     | 0     | -                | -                | -                     | -                     | 2     | 0     |
| Oro F. C. · Ecuador         | 2002          | 15    | 4     | -                | -                | -                     | -                     | 15    | 4     |
| Oro F. C. · Ecuador         | Total club    | 17    | 4     | -                | -                | -                     | -                     | 17    | 4     |
| Deportivo Cuenca · Ecuador  | 2003          | 0     | 0     | -                | -                | -                     | -                     | 0     | 0     |
| Deportivo Cuenca · Ecuador  | Total club    | 0     | 0     | -                | -                | -                     | -                     | 0     | 0     |
| Liga de Loja · Ecuador      | 2004          | 32    | 0     | -                | -                | -                     | -                     | 32    | 0     |
| Liga de Loja · Ecuador      | 2005          | 31    | 0     | -                | -                | -                     | -                     | 31    | 0     |
| Liga de Loja · Ecuador      | 2006          | 27    | 1     | -                | -                | -                     | -                     | 27    | 1     |
| Liga de Loja · Ecuador      | Total club    | 90    | 1     | -                | -                | -                     | -                     | 90    | 1     |
| Deportivo Azogues · Ecuador | 2007          | 39    | 0     | -                | -                | -                     | -                     | 39    | 0     |
| Deportivo Azogues · Ecuador | 2008          | 25    | 1     | -                | -                | -                     | -                     | 25    | 1     |
| Deportivo Azogues · Ecuador | Total club    | 64    | 1     | -                | -                | -                     | -                     | 64    | 1     |
| Emelec · Ecuador            | 2009          | 28    | 1     | -                | -                | 4                     | 0                     | 32    | 1     |
| Emelec · Ecuador            | 2010          | 41    | 0     | -                | -                | 10                    | 0                     | 51    | 0     |
| Emelec · Ecuador            | 2011          | 41    | 1     | -                | -                | 8                     | 0                     | 49    | 1     |
| Emelec · Ecuador            | 2012          | 38    | 3     | -                | -                | 14                    | 0                     | 52    | 3     |
| Emelec · Ecuador            | 2013          | 33    | 2     | -                | -                | 7                     | 0                     | 40    | 2     |
| Emelec · Ecuador            | 2014          | 37    | 0     | -                | -                | 11                    | 0                     | 48    | 0     |
| Emelec · Ecuador            | 2015          | 29    | 2     | -                | -                | 15                    | 0                     | 44    | 2     |
| Emelec · Ecuador            | 2016          | 29    | 1     | -                | -                | 7                     | 1                     | 36    | 2     |
| Emelec · Ecuador            | Total club    | 276   | 10    | -                | -                | 76                    | 1                     | 352   | 11    |
| Monarcas Morelia · México   | 2016-17       | 14    | 1     | 0                | 0                | -                     | -                     | 14    | 1     |
| Monarcas Morelia · México   | 2017-18       | 37    | 0     | 2                | 0                | -                     | -                     | 39    | 0     |
| Monarcas Morelia · México   | 2018-19       | 30    | 1     | 7                | 0                | -                     | -                     | 37    | 1     |
| Monarcas Morelia · México   | 2019-20       | 22    | 2     | 5                | 0                | -                     | -                     | 27    | 2     |
| Monarcas Morelia · México   | Total club    | 103   | 4     | 14               | 0                | -                     | -                     | 117   | 4     |
| Orense · Ecuador            | 2021          | 25    | 4     | 0                | 0                | -                     | -                     | 25    | 4     |
| Orense · Ecuador            | 2022          | 28    | 1     | 2                | 0                | -                     | -                     | 30    | 1     |
| Orense · Ecuador            | 2023          | 29    | 2     | -                | -                | -                     | -                     | 29    | 2     |
| Orense · Ecuador            | 2024          | 29    | 1     | 0                | 0                | -                     | -                     | 29    | 1     |
| Orense · Ecuador            | 2025          | 17    | 1     | 0                | 0                | 1                     | 1                     | 18    | 2     |
| Orense · Ecuador            | Total club    | 128   | 9     | 2                | 0                | 1                     | 1                     | 131   | 10    |
| Total carrera               | Total carrera | 678   | 29    | 16               | 0                | 77                    | 2                     | 771   | 31    |
| 1. 2.                       |               |       |       |                  |                  |                       |                       |       |       |

## Palmarés

### Campeonatos nacionales
| Título             | Club   | País    | Año  |
| ------------------ | ------ | ------- | ---- |
| Serie A de Ecuador | Emelec | Ecuador | 2013 |
| Serie A de Ecuador | Emelec | Ecuador | 2014 |
| Serie A de Ecuador | Emelec | Ecuador | 2015 |

### Distinciones individuales
| Distinción                          | Año  |
| ----------------------------------- | ---- |
| Mejor defensa de la Serie A         | 2013 |
| Mejor defensa de la Serie A         | 2014 |
| Mejor defensa de la Serie A         | 2015 |
| 11 ideal del Campeonato Ecuatoriano | 2013 |
| 11 ideal del Campeonato Ecuatoriano | 2014 |
| 11 ideal del Campeonato Ecuatoriano | 2015 |
| 11 ideal de la Copa Libertadores    | 2015 |

| Predecesor: Gabriel Achilier | Mejor defensa del Ecuador 2015 | Sucesor: Darío Aimar |